# スマイルピース
スマイルピース（スマイルピース）は、ベルマークの教育施設・福祉施設での設備の助成を目的とした運動にウェブショッピングに付点する形で2006年に株式会社イーイーアイが協賛して始まった仕組み。「スマイルピースは、笑顔のかけら…」というコピーにあるように、「笑顔のかけら」という意味あいで名付けられた。

## 沿革
- 2006年 - ベルマーク運動に協賛。（ベルマーク番号98）ベルマークで初めての「ネット・通販」分野での協賛会社となった。
- 2014年1月末でサービスを終了、同年3月31日付で脱退。

## 概要
スマイルピースの加盟店がネット販売する商品やサービスなどに点数を付ける事で、ベルマーク運動に協力していた。点数は加盟店の一部又は全部の商品やサービスなどに付けられていた。マークは商品には直接ついておらず、商品が届く箱の中にマークが入っている。2014年3月末をもってベルマーク運動から脱退したため、同年9月末財団到着分以降のスマイルピースのベルマーク番号98は無効となっている。
電子商店ネットショップのボランティアポイントサービス。ポイントサービスには珍しい支援型のポイント。
サイトのロゴに描かれている笑顔のキャラクターは、パズルの1ピースを模っていて「笑顔のかけら」を表している。

### マークについて
2010年3月末まではマークの代わりに「スマイルピース」と呼ばれるシール(1枚で10ピース)が使われており、合計1000ピース以上集めて株式会社イーイーアイに送ると、送ったピースと同じ点数のマークが送られてくる仕組みだったが、2010年4月1日からは、直接マークが手に入るようになった。